# Juan Manuel Díaz-Caneja
Juan Manuel Díaz-Caneja Betegón (Palencia, 28 de junio de 1905-Madrid, 24 de junio de 1988) fue un pintor español. Su obra se enmarca dentro del cubismo, siendo característicos en su temática los paisajes castellanos. El Museo de Arte Contemporáneo de Palencia - Fundación Díaz Caneja de Palencia alberga una colección de 119 cuadros del autor.

## Biografía

### Formación

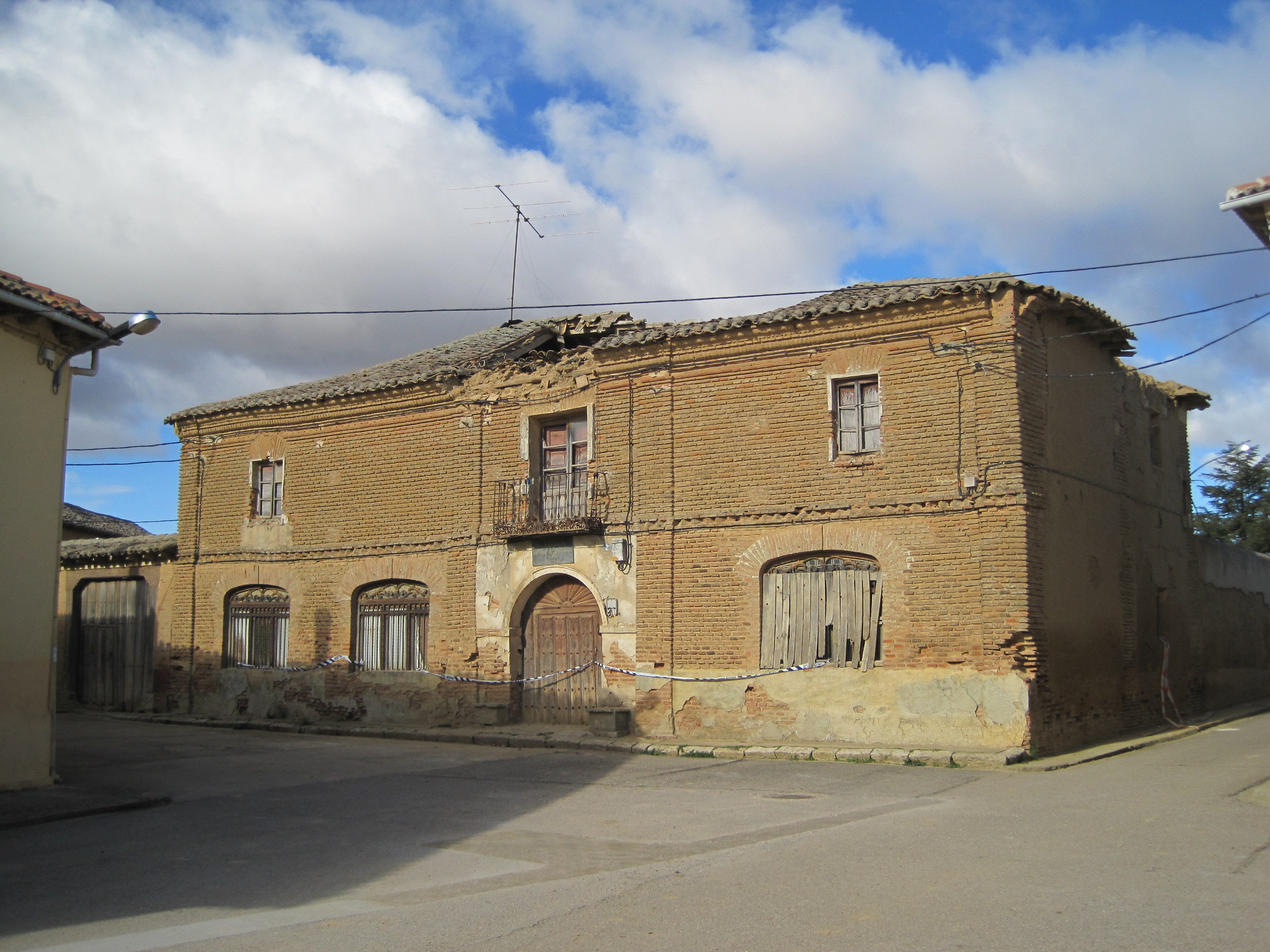
Casa familiar del pintor en Pozo de Urama en 2012, antes de su demolición

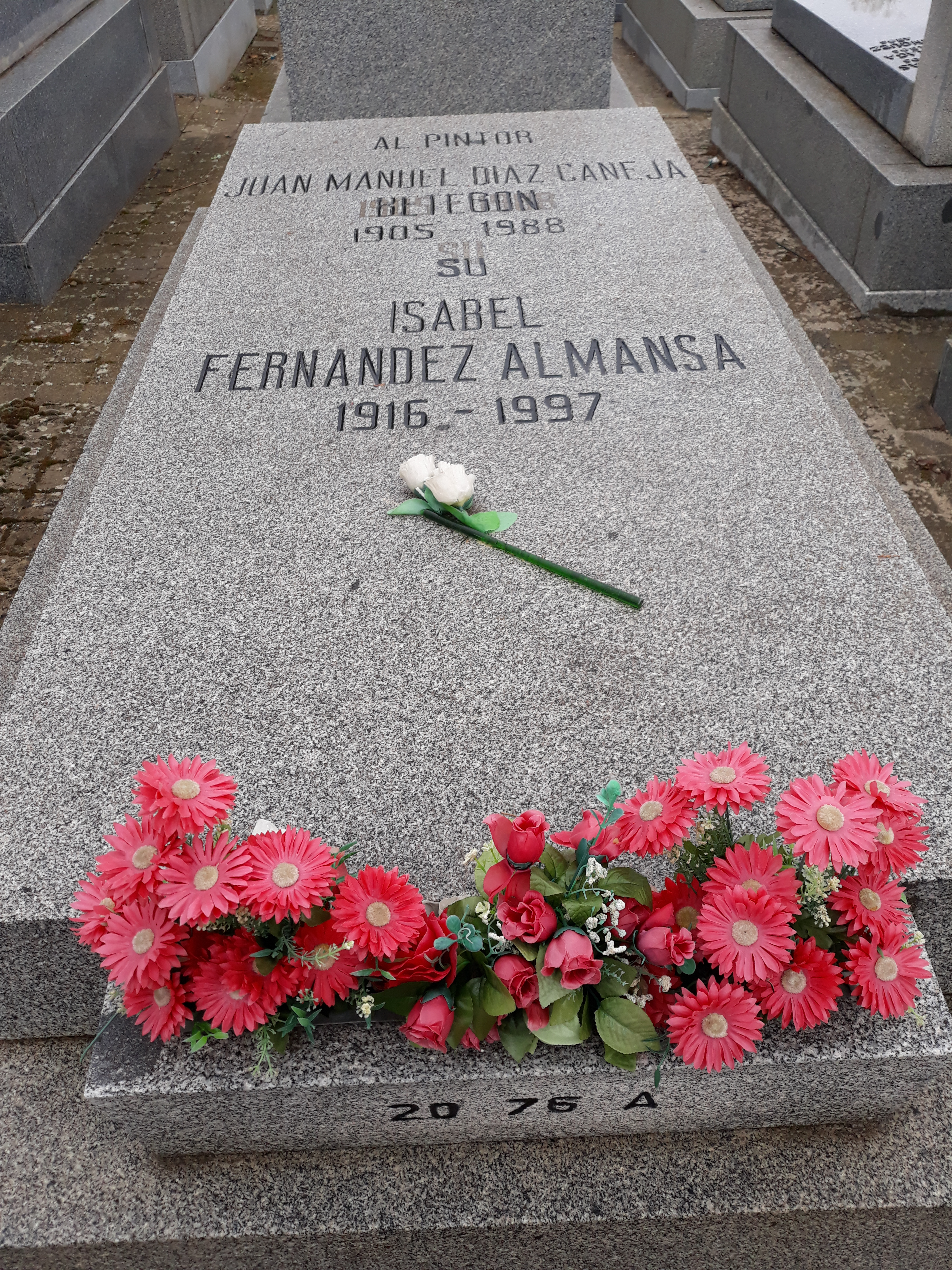
Tumba de Juan Manuel Díaz Caneja y su esposa Isabel Fernández Almansa en el Cementerio civil de Madrid

Nació en Palencia en 1905 donde pasó su infancia y juventud. Hijo de Cirila Betegón y del abogado y escritor Juan Díaz-Caneja Candanedo. En 1923 comenzó los estudios de Arquitectura en Madrid y para preparar la asignatura de dibujo asistió a clases en el taller de Daniel Vázquez Díaz. Pronto decidió dejar los estudios y dedicarse a la pintura. Alojado en la Residencia de Estudiantes, participó de manera activa en la vida cultural de vanguardia. En 1927 conoció a Benjamín Palencia y a Alberto Sánchez Pérez, impulsores de la conocida como Escuela de Vallecas, en la que también participaron Gil Bel, Luis Castellanos, Maruja Mallo, José Herrera Petere, Luis Felipe Vivanco, Rafael Alberti y Federico García Lorca.

### París, cubismo y surrealismo
En 1929 viajó a París, donde pasó el invierno, conociendo de primera mano el cubismo. Tras su regreso a España, en 1930 se trasladó a Zaragoza debido al trabajo de su padre. Allí compartió taller con los pintores Manuel Corrales y González Bernal. Al año siguiente, de nuevo en Madrid, publicó junto con Herrera Petere una revista de características anarquistas, surrealistas y dadaístas llamada En España ya todo está preparado para que se enamoren los sacerdotes. Por entonces estaba afiliado a la Confederación Nacional del Trabajo. En 1934 presentó su primera exposición individual, en la que exhibió obras de carácter cubista.

### Partido Comunista y Guerra Civil
En 1937, tras conocer a su compañera Isabel Fernández Almansa, modelo de Balenciaga y militante comunista y del Socorro Rojo Internacional,  se afilió al Partido Comunista de España, militancia que mantendría de por vida.
Durante la guerra civil española defendió la causa republicana, sirviendo en el Ejército Popular de la República, concretamente en el Cuerpo de Carabineros. Al finalizar la misma se quedó a vivir y trabajar en Madrid, y sobrevivió gracias a la realización de diversos murales en edificios. Con el paisaje como principal tema, evitó la censura; compartió con Luis Castellanos los primeros compases de la que será luego llamada segunda Escuela de Vallecas, impulsada por Palencia.

#### Encarcelamiento 1948-1951
En 1948 fue detenido y encarcelado por su vinculación al republicanismo; durante tres años estuvo en las prisiones de Carabanchel y Ocaña y en ese tiempo nunca dejó de pintar.

### Premios
En 1958 recibió el Premio Nacional de Pintura y en 1962 obtuvo la primera medalla de la Exposición Nacional de Bellas Artes, además de ser seleccionado para participar en un certamen en el Museo Guggenheim de Nueva York.
En 1980 recibió el Premio Nacional de Artes Plásticas de España. Al año siguiente fue nombrado hijo predilecto de la provincia de Palencia y en 1984 recibió el Premio Castilla y León de las Artes. Finalmente, el 24 de junio de 1988 falleció en Madrid. En 1995 se creó en Palencia una fundación que lleva su nombre, cuya sede es el Museo de Arte Contemporáneo de dicha ciudad.

## Obra pictórica

### Cubismo, paisaje e impresionismo
Desde su viaje a París en 1929, toda su producción inicial se basó en el cubismo. Después de la Guerra Civil, su temática serán los paisajes castellanos, de cargado simbolismo por sus orígenes palentinos y como forma de evitar la censura. En su pintura encontramos horizontes castellanos, cerros, pueblos de adobe, viñedos, bodegones, en colores ocres, amarillos, grises y pardos. Durante los tres años que pasó en la cárcel pintó alguna de sus obras más reconocidas, como Iban a comunicar, Mujer peinándose y Mujer sedente en la playa.
En los años 50 su pintura se afianzó, con la consolidación de la temática del paisaje a través de un método propio que consistía en la geometrización de todo el cuadro. La década de los 60 supuso la internacionalización de su obra pues sus pinturas viajaron a Lisboa, París, Nueva York y Copenhague, entre otros sitios. En los 70 y 80 su pintura insiste en la geometría y amplía la gama de colores con verdes, rosas y blancos. En sus últimos trabajos sorprende la abundancia del color verde y una pintura que va más allá de la geometría cubista, adquiriendo un carácter impresionista.
Su obra se encuentra en museos como el Museo Patio Herreriano de Valladolid, el Museo Reina Sofía de Madrid, el Museo de Arte Contemporáneo de Madrid, el Museo de Bellas Artes de Bilbao, el Instituto Leonés de Cultura o el Instituto Valenciano de Arte Moderno, además de varias galerías y colecciones privadas y la colección de la propia Fundación Díaz-Caneja.

## Museo de Arte Contemporáneo de Palencia - Fundación Díaz Caneja
En 1995 se inauguró el Museo de Arte Contemporáneo de Palencia - Fundación Díaz Caneja que alberga la donación - por parte del pintor y su viuda, Isabel Fernández Almansa- de numerosas obras de Juan Manuel Díaz-Caneja. Su inauguración coincidió con el séptimo aniversario de la muerte del artista. La colección consta de 119 cuadros de Juan Manuel Díaz Caneja, con representación de todas sus épocas, desde sus primeras obras, de la década de 1920, hasta obras realizadas el mismo año de su muerte. El período mejor representado es el de sus últimas obras, en la década de 1980.

## Exposiciones individuales

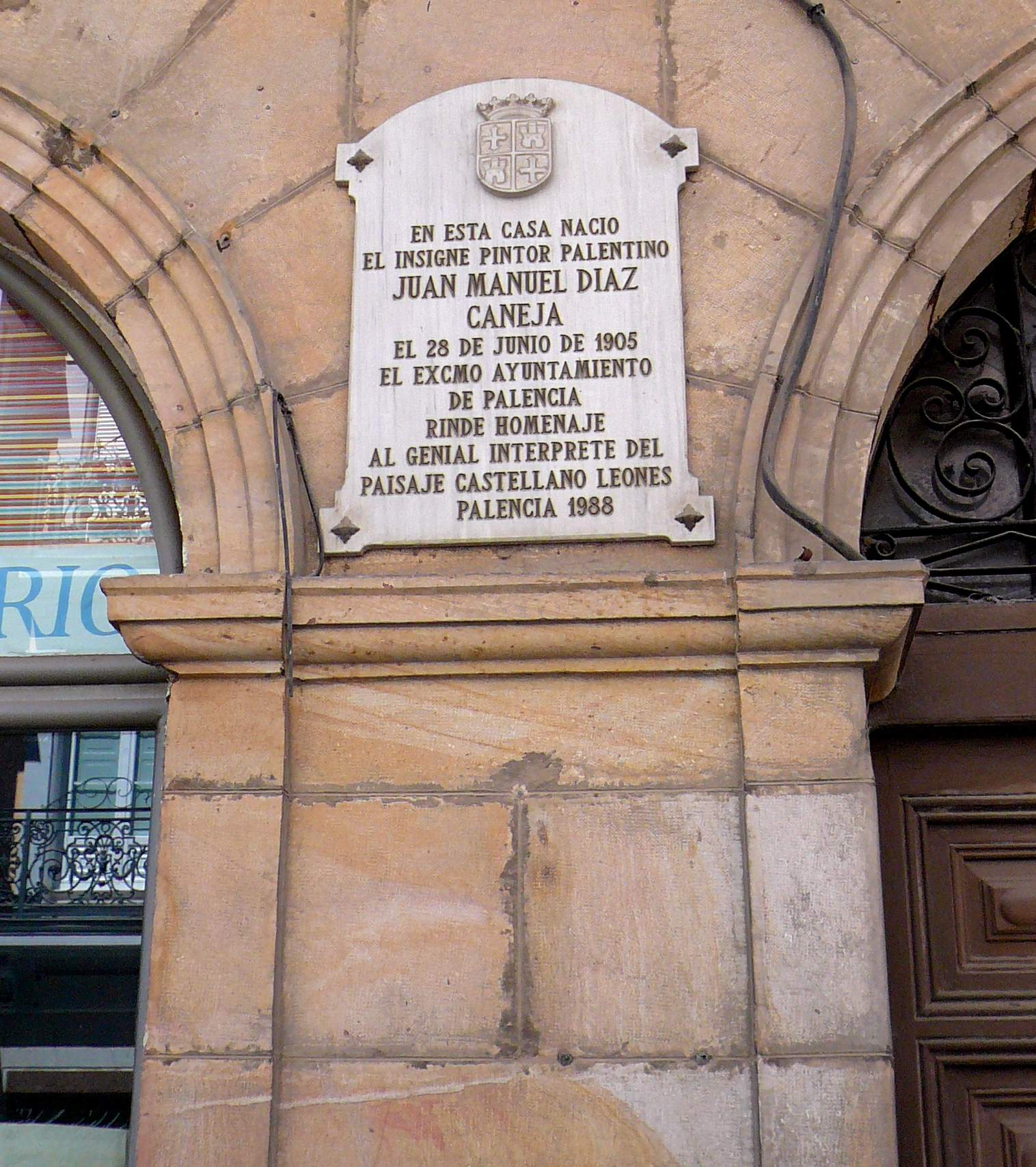
Placa memorial en la casa natal del pintor en la calle Mayor de Palencia

- 1934: Juan Manuel Caneja. Museo de Arte Moderno, Madrid.
- 1945: 14 obras de Caneja. Galería Estilo, Madrid.
- 1951: Exposición Caneja. Museo Nacional de Arte Moderno, Madrid.
- 1952: Caneja. Galería Sur, Santander.
- 1953: Juan Manuel Caneja. Museo Nacional de Arte Moderno, Madrid.
- 1957: 30 Pinturas de Caneja. Salas de la Dirección General de Bellas Artes, Madrid.
- 1959: Juan Manuel Caneja. Salas de la Dirección General de Bellas Artes, Madrid; Juan Manuel Caneja: Óleos. Esc. de Nobles Artes de San Eloy, Salamanca.
- 1961: J. M. Caneja. Sala Illescas, Bilbao.
- 1964: Caneja. Peintures. Galería du Passeur, París.
- 1965: Caneja. Galería Allen, Conpenhague.
- 1966: Exposición J. M. Caneja. Galería Biosca.
- 1968: Caneja. Galería Theo, Madrid.
- 1970: Caneja. Galería Theo, Madrid.
- 1972: J. M. Díaz-Caneja. Galería Arteta, Bilbao; Caneja. Galería Theo, Madrid.
- 1974: Caneja. F.I.A.C, París; Caneja. Galería Theo, Madrid.
- 1978: Caneja. Galería Theo, Madrid; Caneja. Galería Parke-15, Pamplona.
- 1980: Caneja. Galería Ederti, Bilbao.
- 1981: Caneja. Premio Nacional de Artes Plásticas 1980. Palacio de Velázquez, Madrid; Exposición-Homenaje a Caneja. Claustro de la S.I. Catedral, Palencia.
- 1983: J. M. Caneja. Sala Luzán, Zaragoza.
- 1984: Juan Manuel Caneja. Exposición Antológica, Salas Pablo Ruiz Picasso de la Dirección General de Bellas Artes, Madrid.
- 1985: Exposición Caneja, Exposición itinerante por Castilla y León.
- 1986: Juan Manuel Caneja. Galería Décaro, Madrid.
- 1988: Caneja. Fundación Caneja, Palencia; J.M. Caneja. Obra reciente. Sala Caja Salamanca, Palencia.
- 1994: Caneja. Galería Elvira González, Madrid; J.M. Caneja (1905-1988), Centro Cultural del Conde Duque, Madrid.
- 1997: Juan Manuel Díaz-Caneja. IVAM Centre Julio González, Valencia.
- 1998: El Legado de Juan Manuel Díaz-Caneja. Exposición Itinerante, Segovia, Palencia y Madrid.
- 1999: Caneja. Exposición de los fondos del legado de Juan Manuel Díaz Caneja a la Diputación de León. Instituto Leonés de la Cultura, León.
- 2000: Juan Manuel Díaz Caneja (1905-1988). Pinturas del Legado en la Diputación de León; Fundación Museo Evaristo Valle, Gijón.
- 2002: El Legado Caneja, en la Diputación de León. Una visión poética del paisaje. Fundación Municipal de Cultura, Valladolid.
- 2005: Juan Manuel Díaz Caneja. Centenario del Nacimiento (1905-1988). Museo Nacional Centro de Arte Reina Sofía, Madrid; Caneja, 1905-1988, centenario del nacimiento. Palacio de Exposiciones Kiosko Alfonso, Ayuntamiento de La Coruña.
- 2006: Caneja L´anima di Castiglia. Sala dell´instituto Cervantes, Roma.

## Presencia en colecciones
- Colección Museo Nacional Centro de Arte Reina Sofía
- Colección Iberdrola